# Seznam polkov po zaporednih številkah
Seznam polkov po zaporednih številkah je krovni seznam, ki je primarno namenjen pregledu obstoječih polkovnih razločitvenih strani.
1. 2. 3. 4. 5. 6. 7. 8. 9. 10.  ·  11.  ·  12.  ·  13.  ·  14.  ·  15.  ·  16.  ·  17.  ·  18.  ·  19.  ·  20.  ·  21.  ·  22.  ·  23.  ·  24.  ·  25.  ·  26.  ·  27.  ·  28.  ·  29.  ·  30.  ·  31.  ·  32.  ·  33.  ·  34.  ·  35.  ·  36.  ·  37.  ·  38.  ·  39.  ·  40.  ·  41.  ·  42.  ·  43.  ·  44.  ·  45.  ·  46.  ·  47.  ·  48.  ·  49.  ·  50.  ·  51.  ·  52.  ·  53.  ·  54.  ·  55.  ·  56.  ·  57.  ·  58.  ·  59.  ·  60.  ·  61.  ·  62.  ·  63.  ·  64.  ·  65.  ·  66.  ·  67.  ·  68.  ·  69.  ·  70.  ·  71.  ·  72.  ·  73.  ·  74.  ·  75.  ·  76.  ·  77.  ·  78.  ·  79.  ·  80.  ·  81.  ·  82.  ·  83.  ·  84.  ·  85.  ·  86.  ·  87.  ·  88.  ·  89.  ·  90.  ·  91.  ·  92.  ·  93.  ·  94.  ·  95.  ·  96.  ·  97.  ·  98.  ·  99.  ·  100.  ·  101.  ·  102.  ·  103.  ·  104.  ·  105.  ·  106.  ·  107.  ·  108.  ·  109.  ·  110.  ·  111.  ·  112.  ·  113.  ·  114.  ·  115.  ·  116.  ·  117.  ·  118.  ·  119.  ·  120.  ·  121.  ·  122.  ·  123.  ·  124.  ·  125.  ·  126.  ·  127.  ·  128.  ·  129.  ·  130.  ·  131.  ·  132.  ·  133.  ·  134.  ·  135.  ·  136.  ·  137.  ·  138.  ·  139.  ·  140.  ·  141.  ·  142.  ·  143.  ·  144.  ·  145.  ·  146.  ·  147.  ·  148.  ·  149.  ·  150.  ·  151.  ·  152.  ·  153.  ·  154.  ·  155.  ·  156.  ·  157.  ·  158.  ·  159.  ·  160.  ·  161.  ·  162.  ·  163.  ·  164.  ·  165.  ·  166.  ·  167.  ·  168.  ·  169.  ·  170.  ·  171.  ·  172.  ·  173.  ·  174.  ·  175.  ·  176.  ·  177.  ·  178.  ·  179.  ·  180.  ·  181.  ·  182.  ·  183.  ·  184.  ·  185.  ·  186.  ·  187.  ·  188.  ·  189.  ·  190.  ·  191.  ·  192.  ·  193.  ·  194.  ·  195.  ·  196.  ·  197.  ·  198.  ·  199.  ·  200. - 249.  ·  250. - 299.  ·  300. - 349.  ·  350. - 399.  ·  400. - 449.  ·  450. - 499.  ·  500. - 549.  ·  550. - 599.  ·  600. - 649.  ·  250. - 299.  ·  200. - 249.  ·  650. - 699.  ·  700. - 749.  ·  750. - 799.  ·  800. - 849.  ·  850. - 899.  ·  900. - 949.  ·  950. - 999.  ·  1000. - 1049.  ·  1050. - 1099.  ·  1100. - 1149.  ·  1150. - 1199.  ·  1200. - 1249.